# 珍奇扁蛛
珍奇扁蛛（学名：Plator insolens）为转蛛科扁蛛属的动物。在中国大陆，分布于北京、河北、辽宁等地，多生活于树皮和墙壁的缝隙。该物种的模式产地在北京。